# Åsbymon
Åsbymon är ett naturreservat i Eskilstuna kommun i Södermanlands län. Området ligger ett par kilometer väster om centrala Eskilstuna nära naturreservaten Skiren-Kvicken och Tolamossen. Naturreservatet bildades år 2020.

## Naturreservatet
Området består till största delen av barrskog. Här finns många äldre träd, upp till 200 år gamla. Här finns också mycket död ved vilket gör att många arter av vedsvampar kan hittas här.
Skötselplanen lyfter fram fler arter av tickor som finns i området. Även att naturreservatet används för friluftsliv anses vara värt att bevara. Eskilstuna brukshundklubb har i beslutet getts tillstånd att bedriva verksamhet i området. Det finns ett fornminne i form av ett boplatsområde  med skärvstenshögar i naturreservatets nordöstra hörn.